# Łeonid Iszczuk
Łeonid Mykołajowycz Iszczuk, ukr. Леонід Миколайович Іщук, ros. Леонид Николаевич Ищук, Leonid Nikołajewicz Iszczuk (ur. 10 stycznia 1951 w Starokonstantynowie, zm. 24 kwietnia 2024) – ukraiński piłkarz, grający na pozycji obrońcy, trener piłkarski.

## Kariera piłkarska
Wychowanek klubu Dynamo Chmielnicki, w barwach którego rozpoczął karierę piłkarską. W 1970 został powołany do służby wojskowej, podczas której występował w SKA Odessa. W 1971 został zaproszony do Awanhardu Sewastopol. W 1977 roku dołączył do Chwyli Chmielnicki, który w następnym sezonie zmienił nazwę na Podilla Chmielnicki. W 1979 przeszedł do Zirki Kirowohrad. W 1980 został piłkarzem Nywy Podhajce, a latem 1981 przeniósł się do Kołosu Pawłohrad, w którym zakończył karierę piłkarza.

## Kariera trenerska
Po zakończeniu kariery piłkarza rozpoczął pracę szkoleniowca. Najpierw pomagał trenować kluby Kołos Pawłohrad, Naftowyk Ochtyrka i Desna Czernihów. Po dymisji Isztwana Sekecza, od lipca do końca 1990 roku razem z Wołodymyrem Kozerenkiem kierował Podilla Chmielnicki. Potem został zaproszony do sztabu szkoleniowego Nywy Tarnopol, gdzie pracował na stanowiskach dyrektora sportowego i asystenta trenera. W czerwcu 1998 pełnił obowiązki głównego trenera Nywy. W sezonie 2003/04 ponownie prowadził tarnopolski klub. W lipcu 2004 po raz kolejny został tymczasowo mianowany na stanowisko głównego trenera klubu. Również pomagał trenować kluby Jawir Krasnopole, Metałurh Donieck i Prykarpattia Iwano-Frankiwsk. W 2013 z amatorskim zespołem Słucz Starokonstantynów zdobył mistrzostwo i Puchar obwodu chmielnickiego.